# Prättigauer Post
Die Prättigauer Post ist ein Kopfblatt der Regional- und Wochenzeitung Klosterser Zeitung. Herausgeberin ist die Buchdruckerei Davos AG. Die Zeitung gehört zur Südostschweiz Mediengruppe.
Sie erschien erstmals am 25. Juni 2010. Bis 2015 wurde die Auflage der Zeitung separat ausgewiesen (57 verkaufte bzw. 35 verbreitete Exemplare). Seit 2016 ist sie in die Auflage der Klosterser Zeitung integriert, die eine WEMF-beglaubigte Auflage von 2'426 (Vj. 2'472) verkauften bzw. 2'496 (Vj. 2'565) verbreiteten Exemplaren hat.